# St.-Christians-Kirche (Garding)

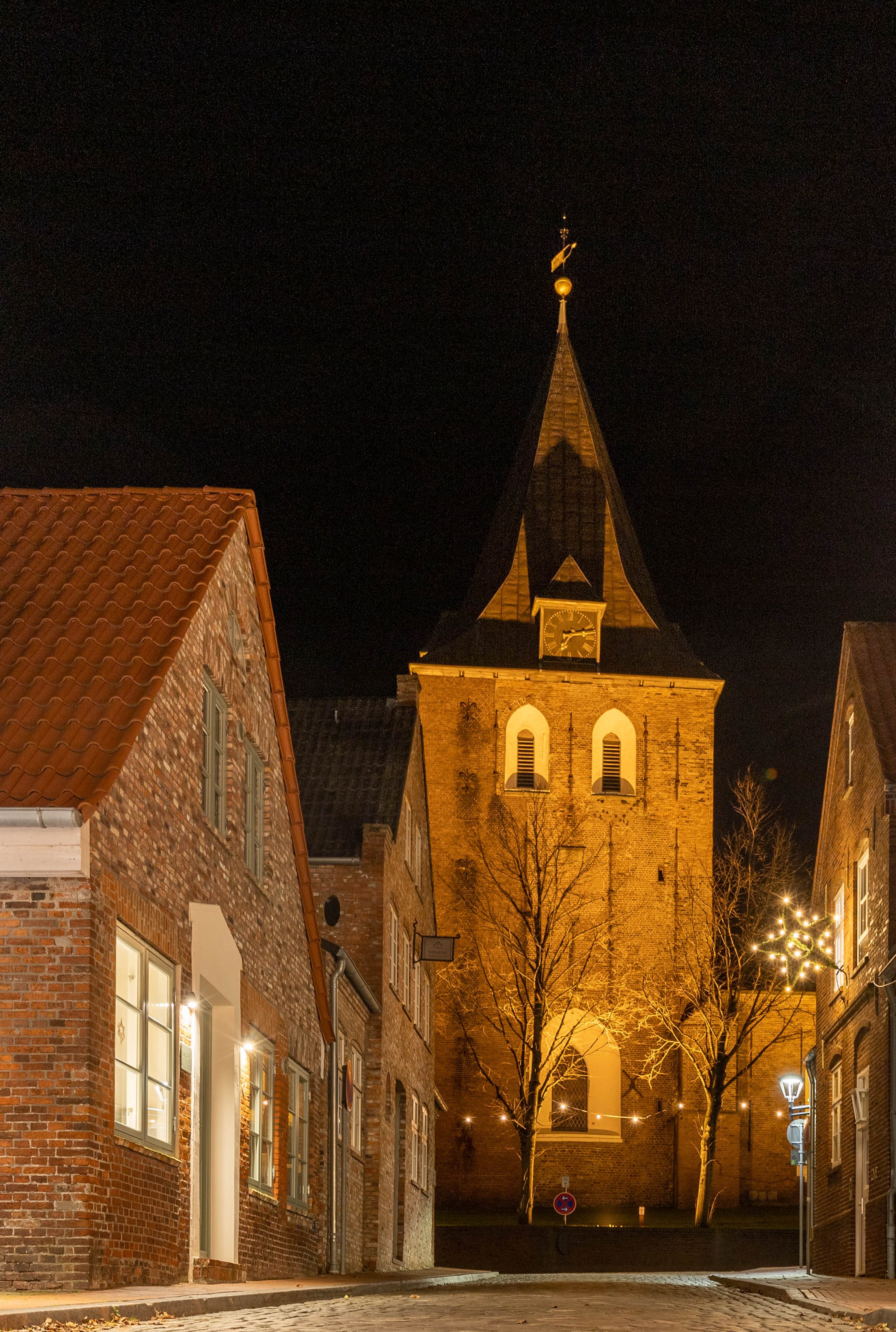
Turm

Die St.-Christians-Kirche steht im Zentrum der Stadt Garding auf der höchsten Erhebung Eiderstedts. Der Kirchturm ist noch heute der höchste Punkt Eiderstedts und diente lange als Seezeichen. Sie gehört heute zum Kirchenkreis Nordfriesland in der Evangelisch-Lutherischen Kirche in Norddeutschland.

## Geschichte

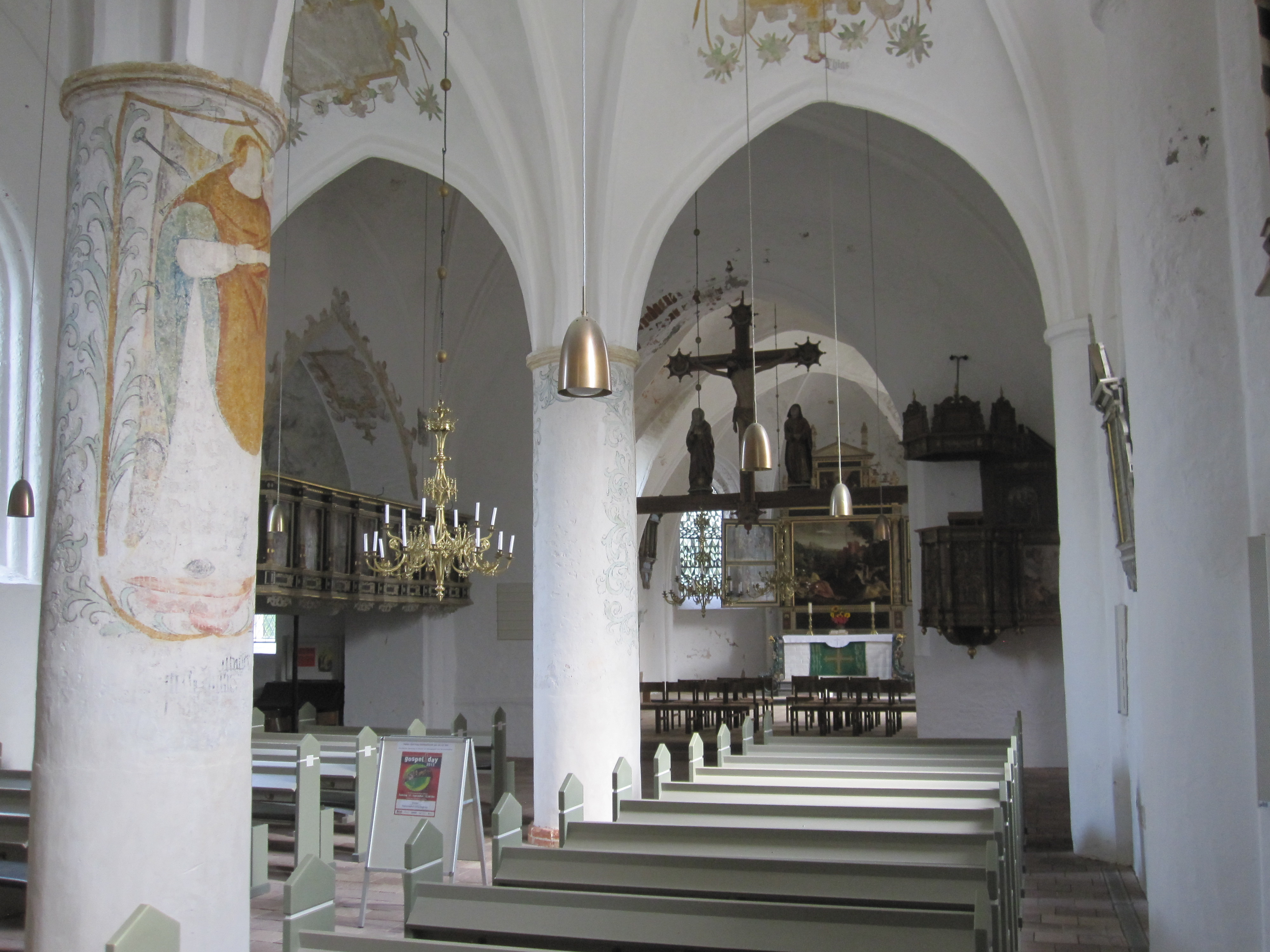
Blick zum Altar

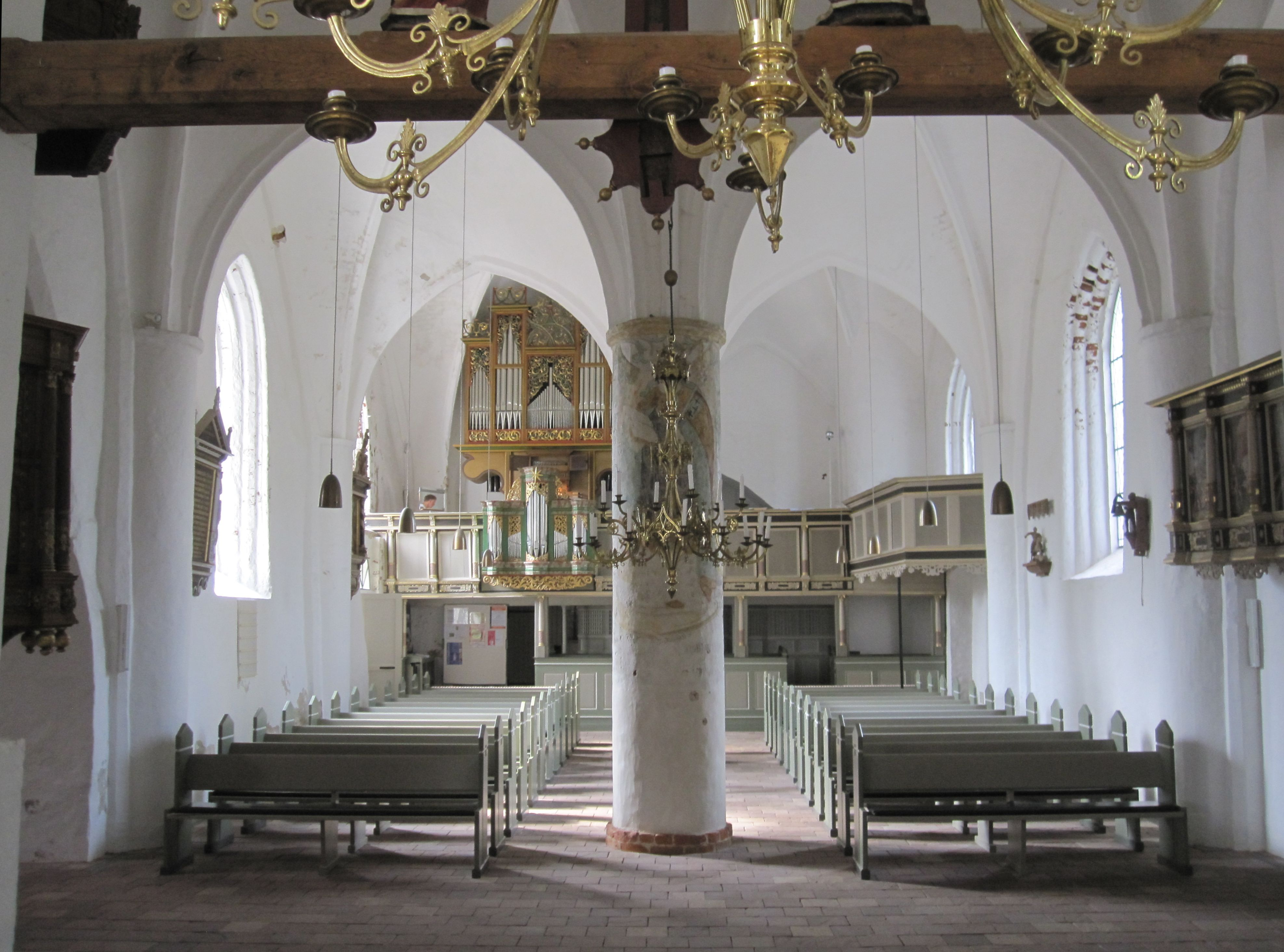
Blick vom Altarraum ins Langschiff und zur Orgel

### Baugeschichte
Die ursprünglich den Heiligen Christian, Bartholomäus und Maria Magdalena geweihte Kirche wurde angeblich 1109 als Hauptkirche von Everschop gegründet. Zunächst war es nur eine hölzerne Kapelle, die ab 1117 durch den kreuzförmigen Backsteinbau abgelöst wurde. Von diesem sind noch die Seitenwände des Langhauses mit zwei vermauerten romanischen Rundbogenfenstern erhalten. Die ursprünglich kurzen Kreuzarme wurden später verlängert. Der gotische Westturm wurde im 13. Jahrhundert angefügt.
1483–1488 wurde die Kirche gotisch überformt. Anstelle eines älteren Altarraums wurde der zweijochige Chor errichtet und die ursprünglich flache Decke durch ein Kreuzrippengewölbe über zwei Stützpfeilern ersetzt. Der romanische Chorbogen blieb dabei erhalten. St. Christian ist die einzige Eiderstedter Kirche, deren Einwölbung noch komplett erhalten ist, und neben der Johanniskirche (Krummesse) und der St.-Johannis-Kirche (Petersdorf auf Fehmarn) die einzige zweischiffige Kirche im norddeutschen Raum. Durch den Umbau erhielt die Kirche ein hohes, spitzes Dach. Gleichzeitig wurde der obere Teil des Turms errichtet. Die damalige Ausmalung wurde 1624 erneuert und ist noch in Teilen erhalten.
1610/20 wurden die Emporen eingezogen. 1637 am Johannistag wurde der Kirchturm von einem Blitz getroffen. Das mutige Eingreifen der Zimmerleute rettete die Kirche und die umliegenden Häuser. 1660 wurde das Dach abgeflacht. Das heutige Walmdach stammt von 1848. Die Außenwände wurden später verblendet, die gotischen Fenster und Portale dabei überformt. Anfang des 19. Jahrhunderts erhielt der Turm seinen Helm.
1981 wurde das Niveau des Fußbodens wieder auf die ursprüngliche Höhe abgesenkt. Dabei fand man am westlichen Pfeiler das Fundament eines spätgotischen Taufpodests.

### Pastoren
1524 hielt Hermann Tast auf dem Kirchhof vor der Gardinger Kirche die erste Reformationspredigt Eiderstedts. Um 1530 hatte sich die Reformation in der Region durchgesetzt. Im Zusammenhang damit wurde wohl die Altarplatte mit der Aufschrift „Hic sunt reliquiae reconditae“ (Hier sind die Reliquien aufbewahrt) zerschlagen.
1562 wurde Volquard Jonas, der zuvor von 1549 an der erste Generalpropst für Holstein herzoglichen Anteils gewesen war, Hauptpastor in Garding und Propst von Eiderstedt. Er verließ Garding aber bald wieder, um Pastor in Rendsburg zu werden. Sein Nachfolger wurde um 1570 Petrus Aurifaber, angeblich der Bruder von Luthers letztem Famulus Johannes Aurifaber. Von Benedict Meyer, der bis 1642 Pastor war, und seinem Bruder, dem Bürgermeister Peter Meyer, existieren zwei Epitaphien in der Kirche. Hauptpastoren in Garding und Pröpste von Eiderstedt waren auch die Chronisten Petrus Petrejus und Marcus Detlef Voss. Theodor und Tycho Mommsen wurden im Diakonat der Kirche, dem heute ältesten Haus von Garding, als Söhne des Diakons Jens Mommsen geboren.

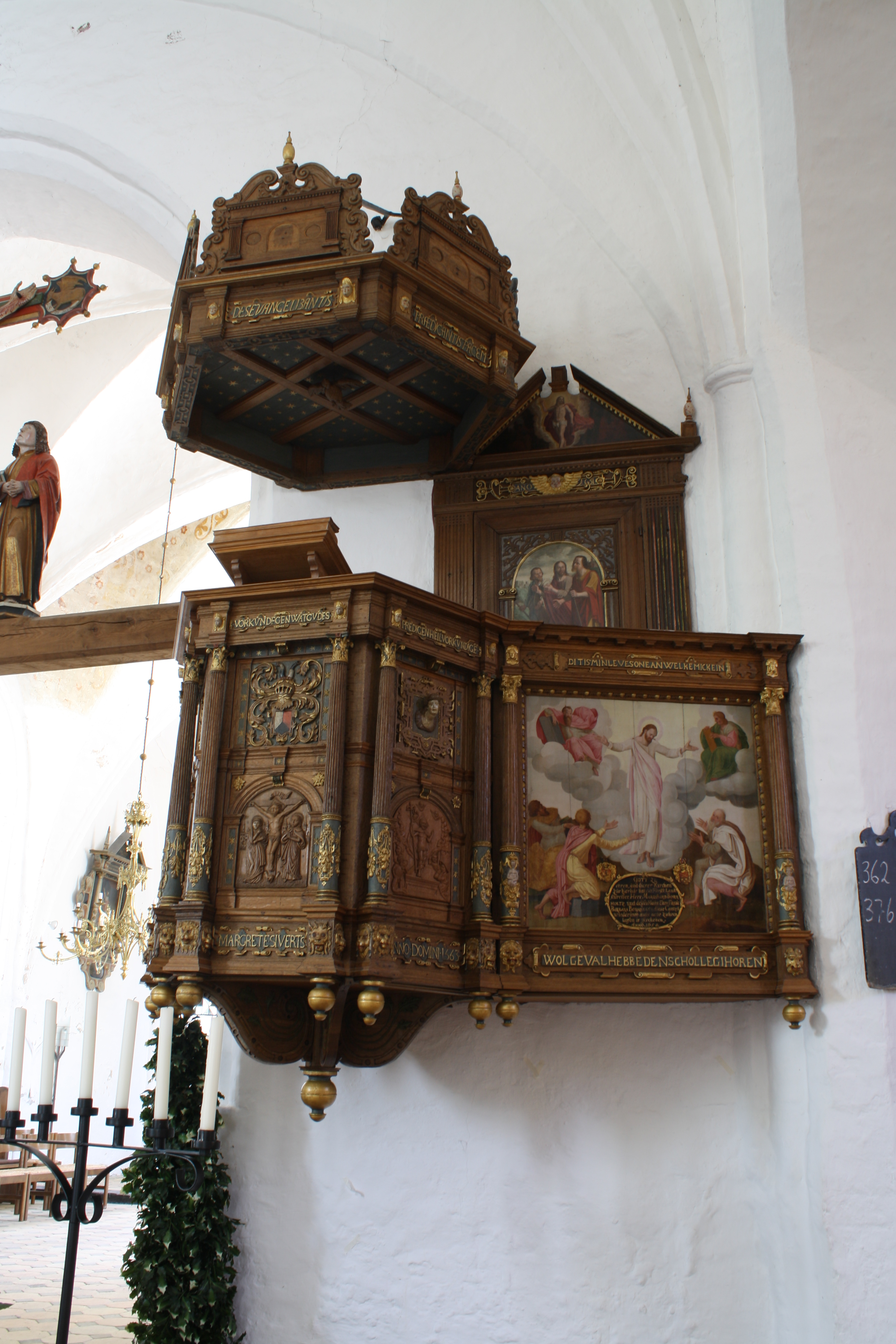
Kanzel

## Ausstattung

### Kanzel
Die Kanzel von 1563 ist das älteste Beispiel des sogenannten „Eiderstedter Typus“. Der vierseitige Korb zeigt als Reliefdarstellungen Szenen aus der Heilsgeschichte, den Sündenfall, die Eherne Schlange, die Kreuzigung Christi und die Auferstehung, darüber jeweils die Wappen der Stifters, des Staller Sievert Sievertsen und seiner Frau. Die fünfte Brüstungsseite fiel bei der Umgestaltung der Kanzel fort, weshalb auch die mittelniederdeutsche Inschrift über und unter den Reliefs unvollständig ist. Das damals ergänzten Gemälde im manieristischen Stil an der Brüstung zeigt die Verklärung Christi auf dem Berg Tabor und ist durch eine Inschrift auf 1658 datiert. Das Gemälde an der 1632 vor dem Chorbogendurchgang angebrachten Kanzeltür stellt Jesus und die Emmausjünger dar. Der Schalldeckel, der gemeinsam mit dem Kanzelkorb entstand, wurde bei einer späteren Reparatur falsch zusammengesetzt, so dass die lateinische Inschrift durcheinandergeraten ist.

### Altar
Der dreiflügelige Gemäldealtar von 1596 gilt als „Hauptwerk des Manierismus in Schleswig-Holstein“. Er ist von dem niederländischen Malers Marten van Achten signiert, der in der Malerwerkstatt in Tönning arbeitete, die auch weitere Altäre für Eiderstedter Kirchen schuf. Später war er Hofmaler auf Schloss Gottorf.
Die Mitteltafel zeigt Christus im Garten Getsemani, die Bilder auf der Innenseite der Seitenflügel enthalten Szenen aus der Passionsgeschichte. Bei geschlossenen Flügeln sind auf der Außenseite drei Szenen aus Kindheit Jesu und seine Taufe abgebildet. Erläutert sind die Bilder durch lateinische Districhen. In der Predella stehen mittig in deutscher Sprache die Einsetzungsworte, die der Pastor bei der Feier des Abendmahls zu sprechen hat, und an der Seite eine Stifterinschrift, die Pastor Aurifaber und vier Gemeindeglieder nennt, darunter Jacob Sveins und seine Ehefrau Nommel.

### Epitaphien
Vom Epitaph von Jacob und Nommel Sveins ist nur das Gemälde erhalten. Dieses zeigt die Kreuzigung, geschaffen von Johann van Enum im Jahre 1595. Öl auf Holz, Größe 133 × 108.
Aus dem Jahre 1630 stammt das Epitaph Schmidt. Es ist ein Spätrenaissance-Aufbau mit Doppelsäulen. Das Gemälde der Ädikula zeigt die Szene Joseph vor Pharao und im Aufsatz flankiert von Hermenpilastern und Tugendfiguren, die Auferstehung. Seitlich befinden sich die Medaillons des Stifterehepaares, des Gardinger Bürgermeisters und seiner Frau.

### Triumphkreuz
Die überlebensgroße Triumphkreuzgruppe stammt aus der Zeit um 1500; zuletzt wurde aufgrund einer beobachteten stilistischen Nähe zur entsprechenden Gruppe in Krummesse eine Entstehung im Lübecker Raum diskutiert. Auf der Rückseite hat sich die ungewöhnliche Malerei einer Ehernen Schlange (16. Jahrhundert?) erhalten.

### St. Jürgen-Gruppe
Von der Georgsgruppe (um 1525–30) haben sich lediglich Reste – Pferd und Drache – erhalten. Die Reiterfigur wurde vermutlich gegen Ende des 16. Jahrhunderts ersetzt, was nahelegt, dass die Gruppe bereits zu diesem Zeitpunkt teilweise zerstört war. Der vorgebrachten Hypothese, dass auch die Georgsgruppe mit der Glockenschlägerfigur zur Uhranlage gehört haben soll, wurde jüngst aufgrund stilistischer Differenzen zwischen den Fragmenten der Georgsgruppe und dem Glockenschläger sowie dem Fehlen konstruktionsbedingter Spuren an Pferd und Drache, die bei einer einstigen Verbindung mit der Uhr vorliegen müssten, widersprochen.

### Taufbecken
Das Taufbecken besteht im Material aus blauem Namur-Kalkstein mit hellem Alabaster. Dieser besonders reine Kalkstein erhielt eine Polierung und stammt aus dem Jahre 1654. Seine Gesamthöhe beträgt 116 cm. Wegen seiner Ähnlichkeit zum Taufstein in Tönning, wird das Werk Hans Ochs zugeschrieben. Die Wandungen der Kuppa sind ausgefüllt mit sechs Reliefs aus Alabaster, davon drei Wappen und drei Szenen aus dem Leben Jesu. Der Schaft besteht aus einem Sechseck mit grotesken Maskenreliefs und drei fast plastischen Putti. Eine enthaltene Taufschale aus Messing wird dem Jahr 1711 zugeschrieben.
Ein sechsseitiger Taufdeckel aus Holz geschnitzt und bemalt stammt aus dem Jahr 1732. Inmitten drei kunstvoll geschnitzter Akanthusranken ist die Taufe Jesu eingearbeitet, der von einem goldenen Stern beschienen wird. Dieser schmückt die Untersicht einer Volutenkrone mit einem Pelikan.

### Turmuhr
Das älteste Uhrwerk Schleswig-Holsteins war früher mit einem Uhrschlagmännchen von 1512 verbunden.

### Emporenmalerei
Die Bilder der Nordempore stellen die Josephsgeschichte dar. Die leeren Kassetten der Orgelempore werden anlässlich der 900-Jahr-Feier mit Bildern des Malers Thomas Weisenberger gefüllt.

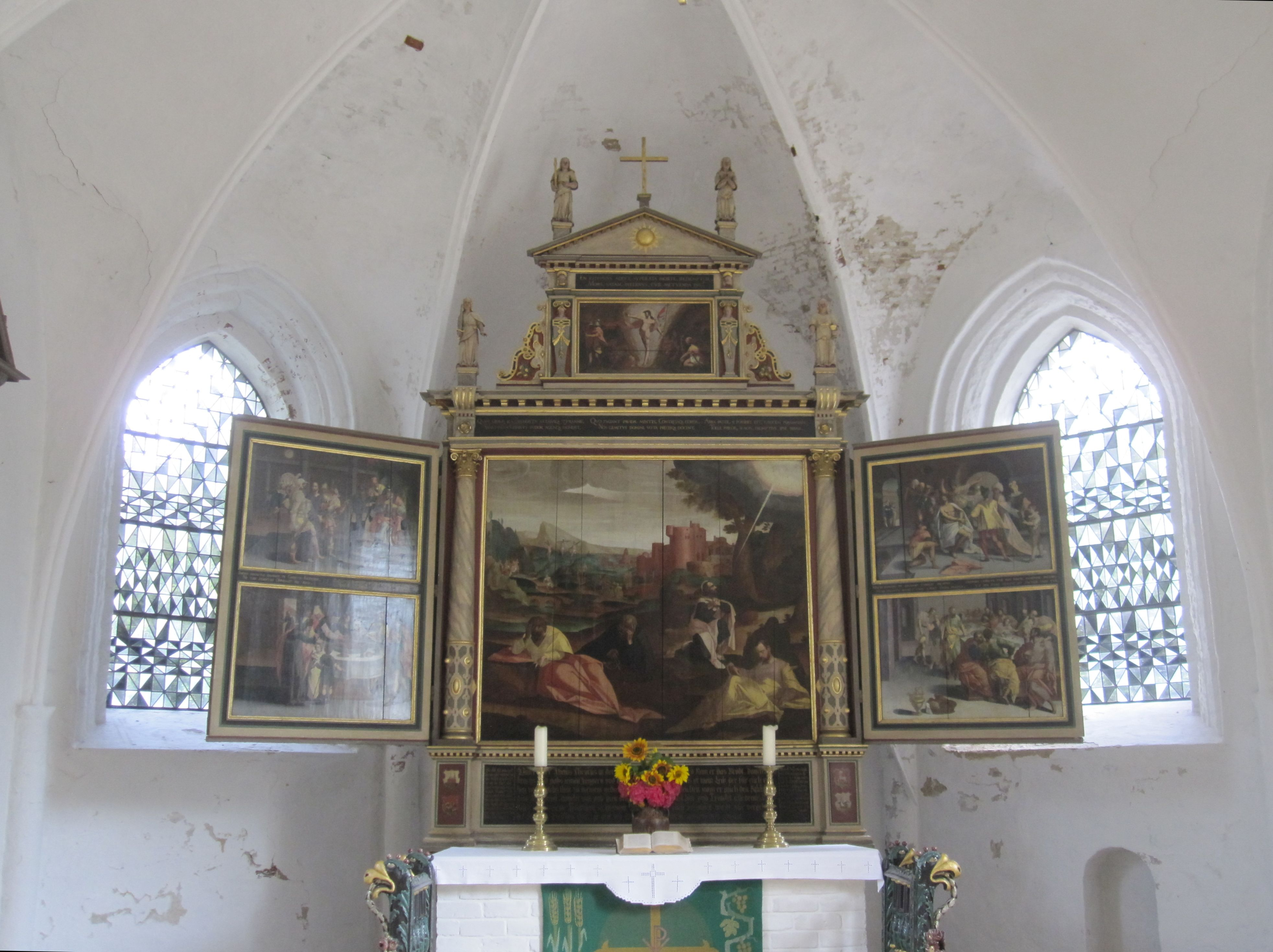
Altar von Marten van Achten
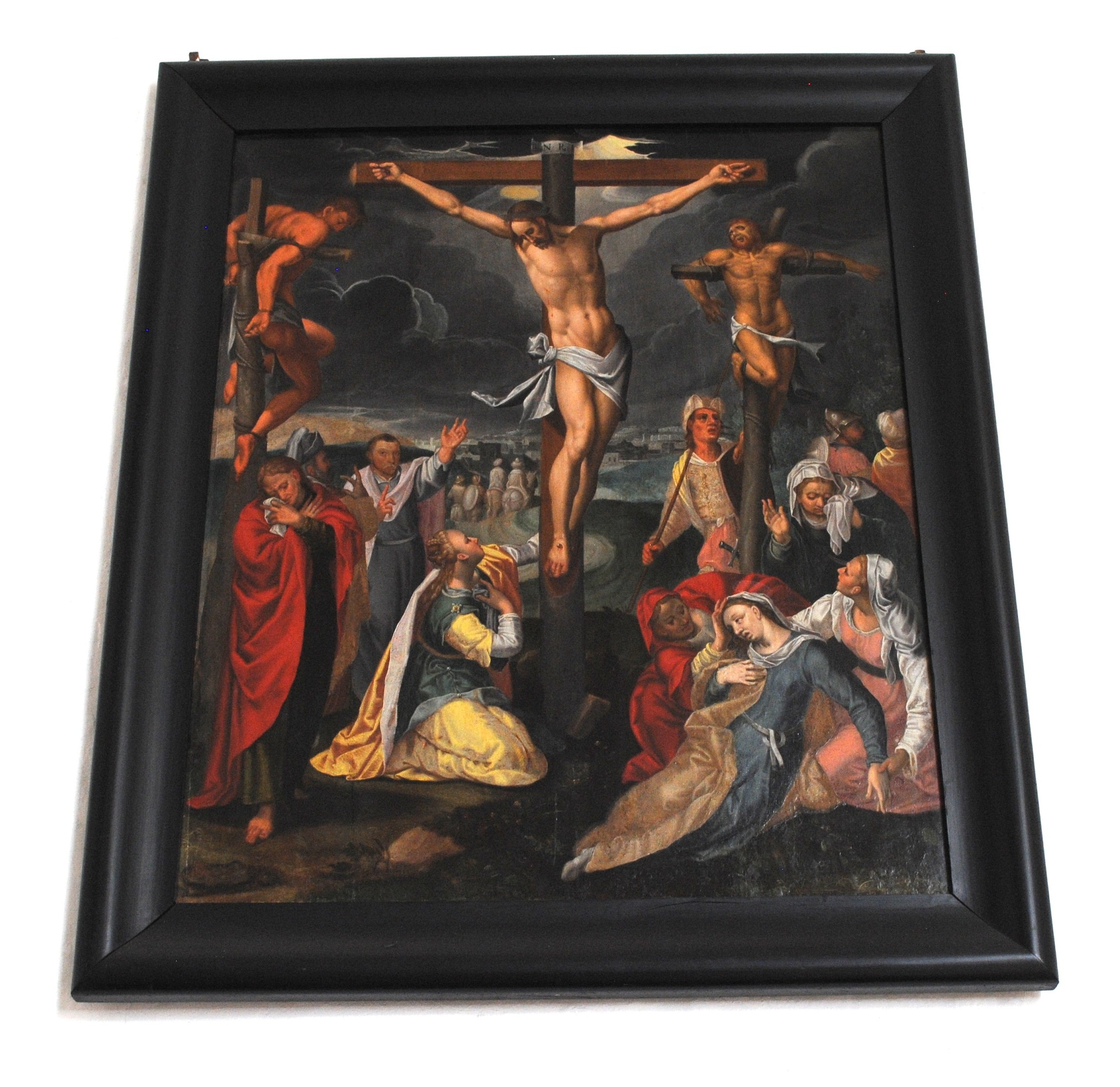
Epitaphgemälde Schwein von Johan II. van Enum
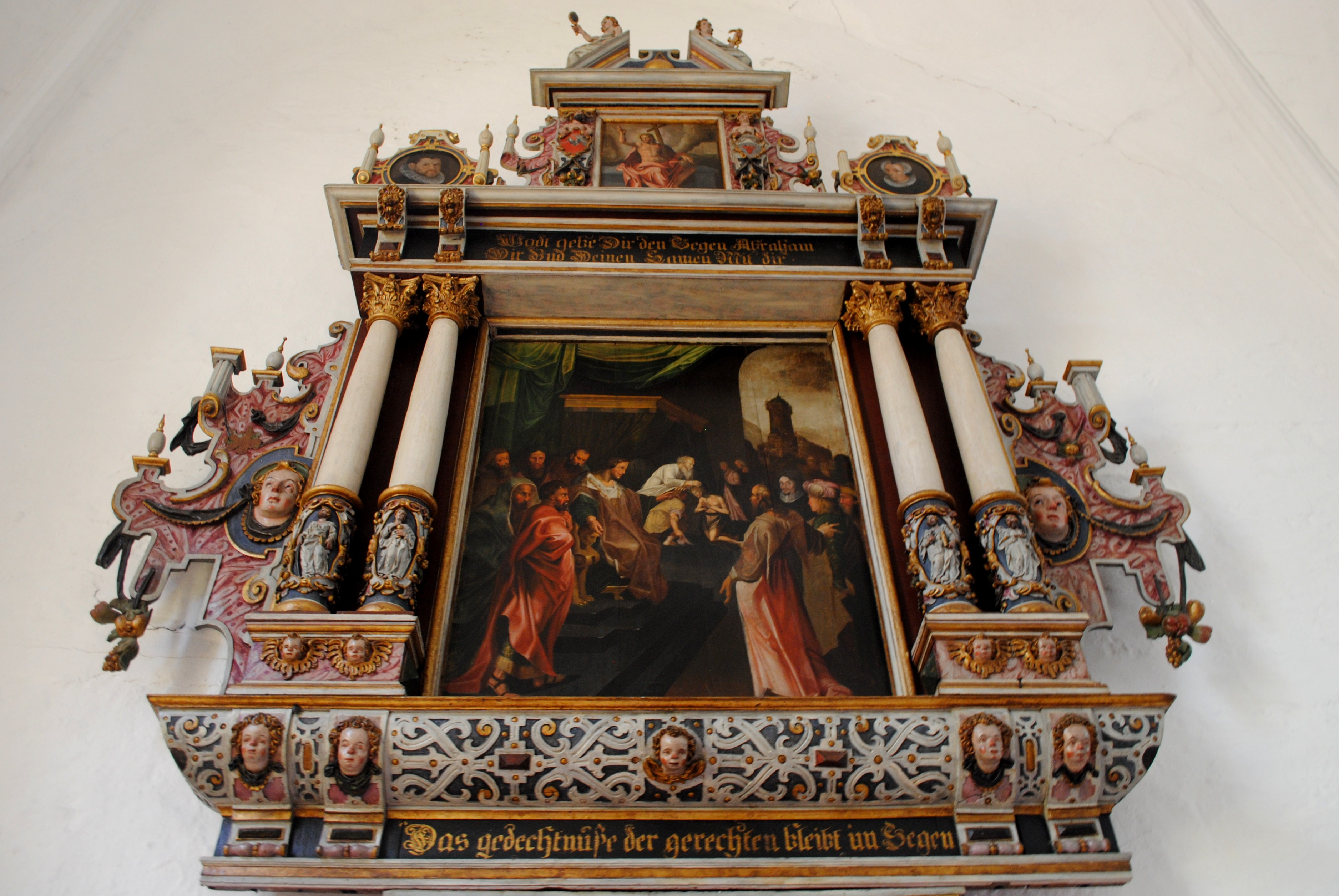
Epitaph Schmidt
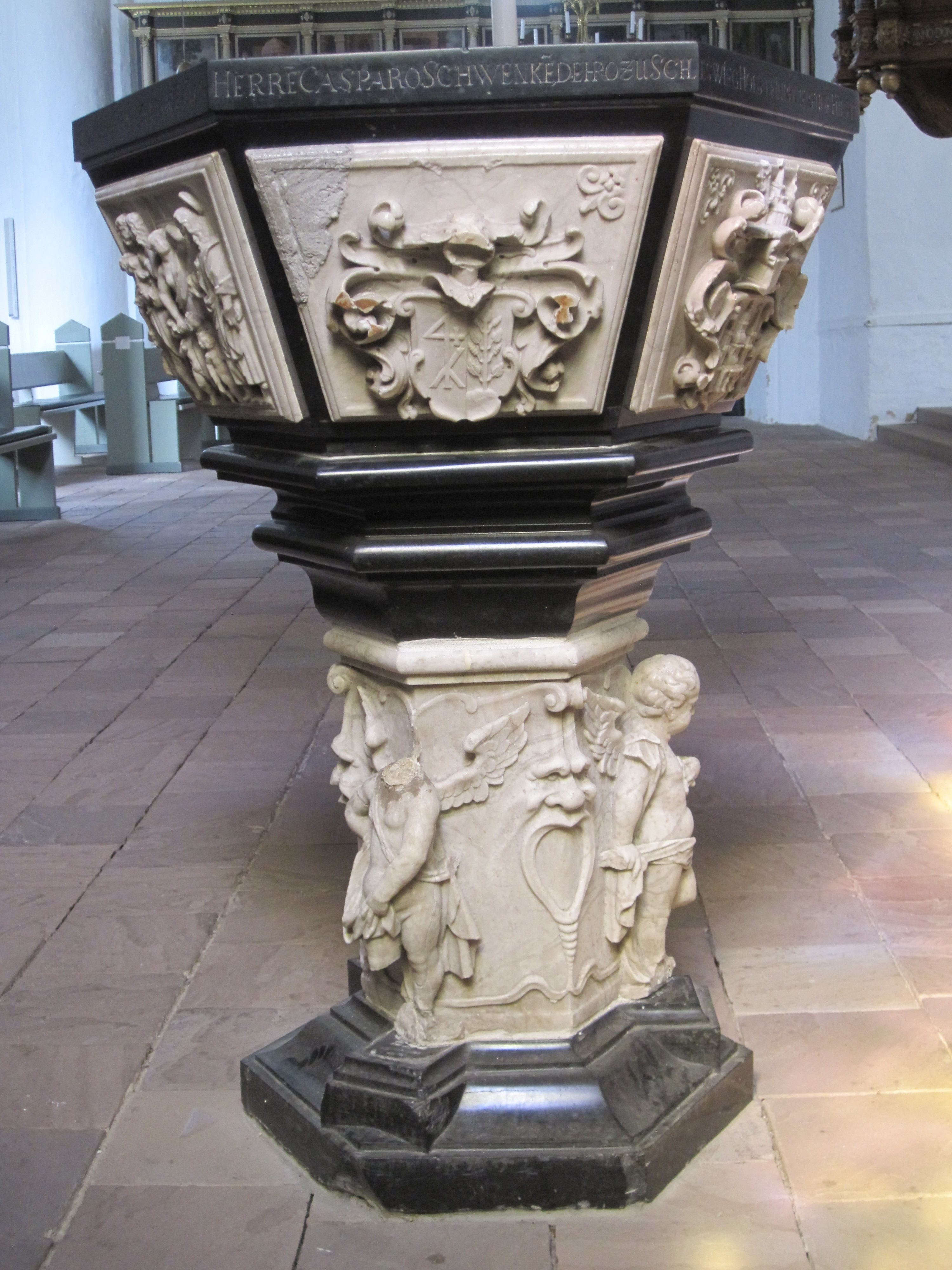
Taufstein
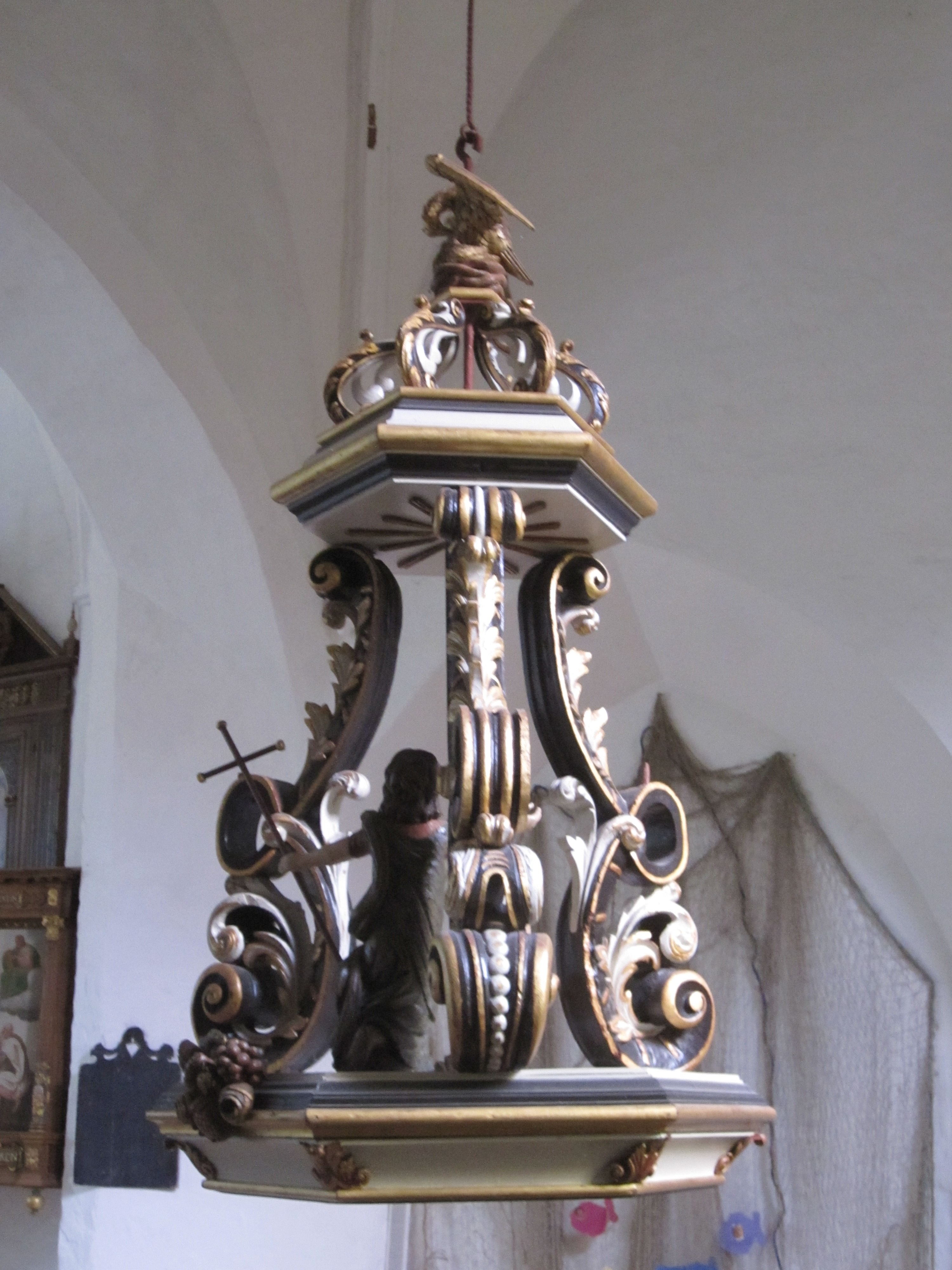
Deckel der Taufe
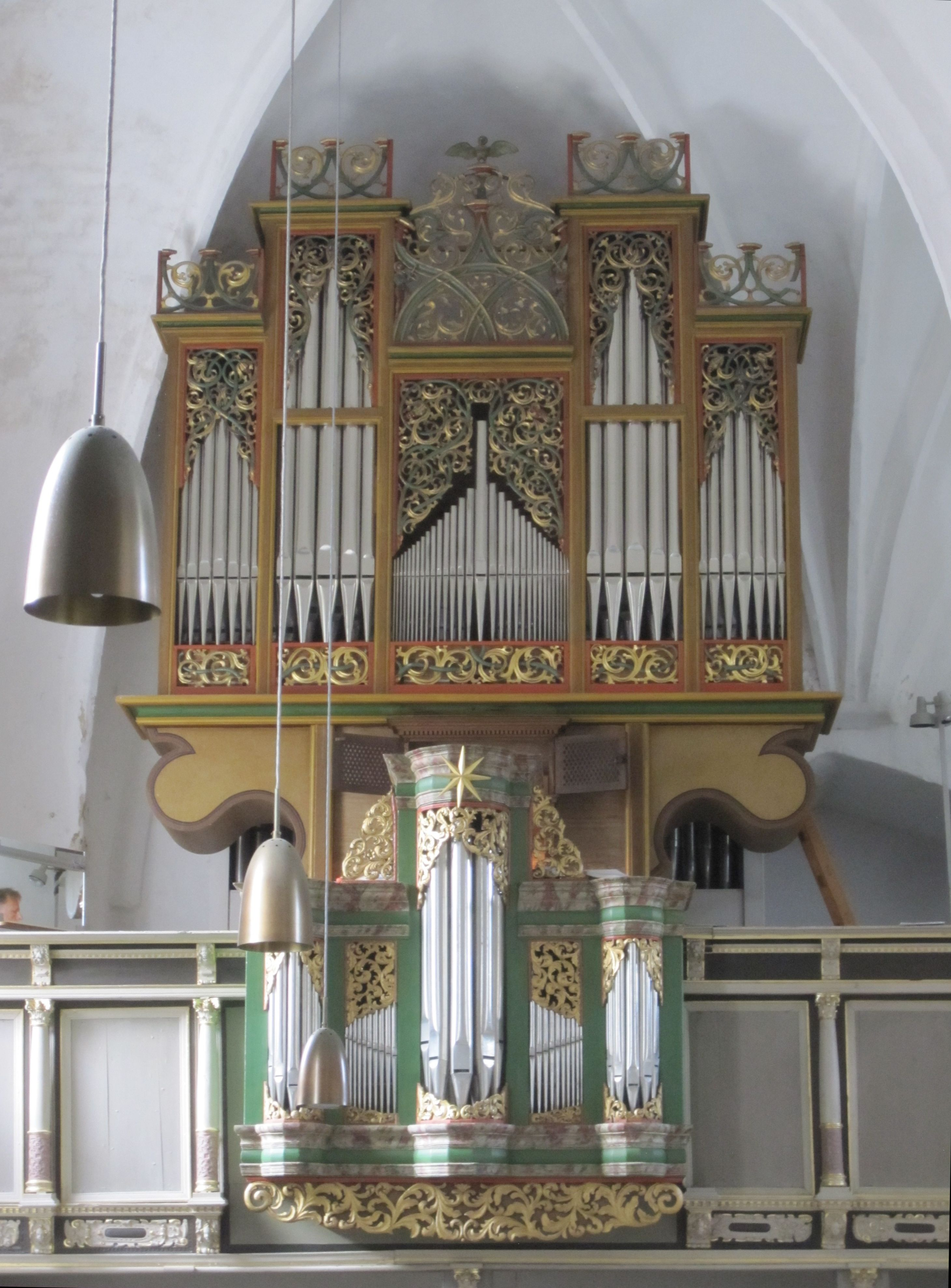
Orgel mit gotischem Gehäuse

## Orgel
Die Orgel der Kirche St. Christian in Garding wurde 1974 von der Berliner Orgelbauwerkstatt Karl Schuke (Opus 302) neu gebaut. Sie steht in einem historischen Gehäuse, dessen Hauptwerksgehäuse auf das Jahr 1512 datiert wird und wahrscheinlich von einem Orgelbauer aus Lübeck stammt. Dieses Gehäuse wurde ursprünglich für eine Orgel errichtet, die damals neu gebaut wurde. 1654 ergänzte möglicherweise der Orgelbauer Tobias Brunner das Instrument um ein Rückpositiv, dessen Gehäuse ebenfalls bis heute erhalten geblieben ist.
1756 nahm Johann Joachim Maaßen einen Umbau der Orgel vor. Später, im Jahr 1898, baute Wilhelm Sauer aus Frankfurt (Oder) ein neues Werk hinter das alte Gehäuse, wobei das Rückpositivgehäuse leer blieb.
1974 erfolgte schließlich der Neubau durch Schuke unter Verwendung des historischen Gehäuses. Dabei wurde auch ein vor dem Hauptwerk angebrachtes Renaissance-Schränkchen für das Regal, das aus dem Jahr 1608 stammt, integriert. Im Jahr 2002 unterzog Karl Schuke die Orgel einer Generalreinigung.
Die Orgel verfügt über 19 Register, die auf Schleifladen aufgebaut sind. Sowohl die Spiel- als auch die Registertraktur sind mechanisch ausgeführt.

## Kirchengemeinde
Anfang 2022 fusionierte die Gemeinde mit den Kirchengemeinden Katharinenheerd-Tetenbüll mit der St. Katharina und der St.-Anna-Kirche in Tetenbüll, Welt-Vollerwiek, zu der die St.-Martin-Kirche in Vollerwiek und die Sommerkirche St. Michael in Welt zusammengeschlossen waren, und Heverbund, zu der die St. Martin-Kirche in Osterhever, die St. Johannis-Kirche in Poppenbüll und der St. Stephanus-Kirche in Westerhever gehörten, zur Kirchengemeinde Eiderstedt-Mitte mit insgesamt acht mittelalterlichen Kirchen, von denen sechs seit 1113 bestehen.